# Cricotopus pulchripes
Cricotopus pulchripes är en tvåvingeart som beskrevs av George Henry Verrall 1912. Cricotopus pulchripes ingår i släktet Cricotopus och familjen fjädermyggor.
Artens utbredningsområde är New York. Arten är reproducerande i Sverige. Inga underarter finns listade i Catalogue of Life.